# شاتو دو مون‌ترزور

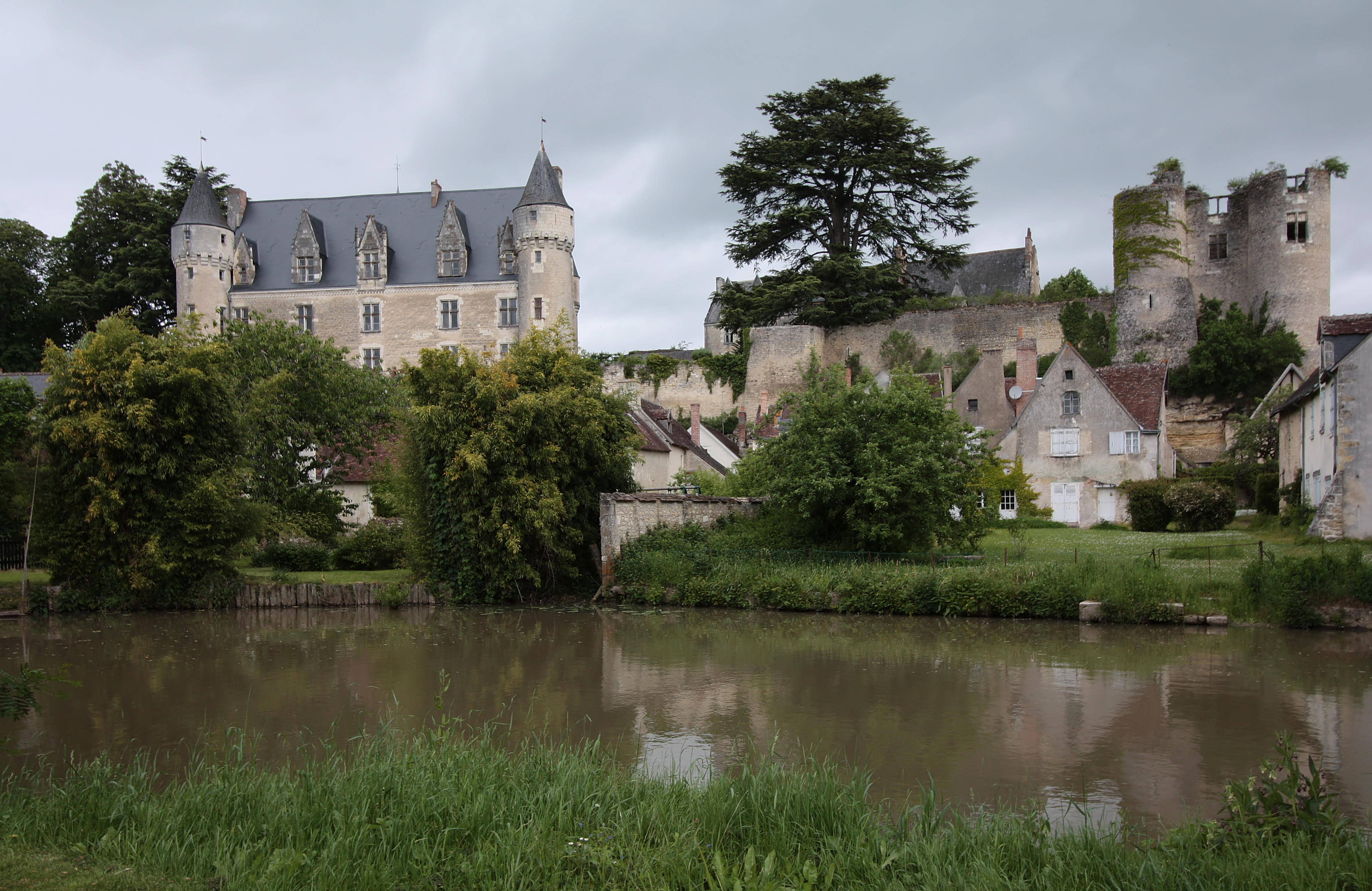

شاتو دو مون‌ترِزُر (انگلیسی: Château de Montrésor) یک قلعه در کمون اندر-ا-لوآر می باشد. این دژ در قرن یازدهم میلادی ساخته شد.